# Université des sciences et des technologies de Hanoï
L’université des sciences et des technologies de Hanoï (USTH) (en vietnamien : Trường Đại học Khoa học và Công nghệ Hà Nội) est un établissement d’enseignement supérieur franco-vietnamien situé à Hanoï au Vietnam.

## Institution
Valérie Pécresse, ministre de l’Enseignement supérieur et de la Recherche de France, et Nguyen Thien Nhan, Vice-Premier Ministre, Ministre de l’Éducation et de la formation du Vietnam ont signé l'accord intergouvernemental le 12 novembre 2009. 
La loi n° 2012-1475 du 28 décembre 2012 autorise l'approbation de l'accord entre le Gouvernement de la République française et le Gouvernement de la République socialiste du Vietnam pour la création et le développement de l'université des sciences et des technologies de Hanoi.

## Thématiques d'enseignement et de recherche
- Biotechnologie–Pharmacologie
- Eau-Environnement–Océanographie
- Matériaux–Nanotechnologies
- Énergie
- Sciences et technologies de l'information et de la communication
- Aéronautique et Espace